# Francesco Cattani da Diacceto (vescovo)
Francesco Cattani da Diacceto (Firenze, 2 settembre 1531 – Firenze, 4 novembre 1595) è stato un vescovo cattolico e teologo italiano.

## Biografia
Francesco Cattani di Diacceto nacque il 2 settembre 1531 da Dionigi Cattani di Diacceto e Maria di Guglielmo Martini. Suo padre era uno dei 13 figli del filosofo Francesco Cattani da Diacceto, chiamato il Vecchio o il Pagonazzo per distinguerlo dal nipote.
Nel 1546 Cattani divenne un canonico della Cattedrale di Santa Maria del Fiore a Firenze, e dal 1558 fu un protonotario apostolico. L'11 agosto 1570 fu nominato vescovo di Fiesole, dopo il ritiro dello zio Angelo Cattani da Diacceto. Durante i 25 anni della sua carica, terminò la costruzione del monastero di Santa Maria della Neve a Pratovecchio, già iniziata da suo zio; restaurò l'Oratorio di San Jacopo a Fiesole e la Chiesa di Santa Maria in Campo a Firenze, e supervisionò i lavori di restauro del Duomo di Fiesole, progettando l'attuale forma dell'abside.
Cattani studiò Diritto continentale e Teologia, e in giovinezza frequentò l'Accademia fiorentina. Fu uno scrittore prolifico di temi religiosi; pubblicò le opere, in latino e in italiano, di suo nonno Francesco Cattani da Diacceto, e incaricò Benedetto Varchi di scrivere la sua biografia, che fu pubblicata assieme a Tre libri d’amore e un panegirico all’amore del vecchio Cattani a Venezia nel 1561.
Francesco Cattani di Diacceto morì il 4 novembre 1595; fu sepolto nell'oratorio di San Iacopo in Fiesole nel Palazzo Vescovile di Fiesole.

## Opere

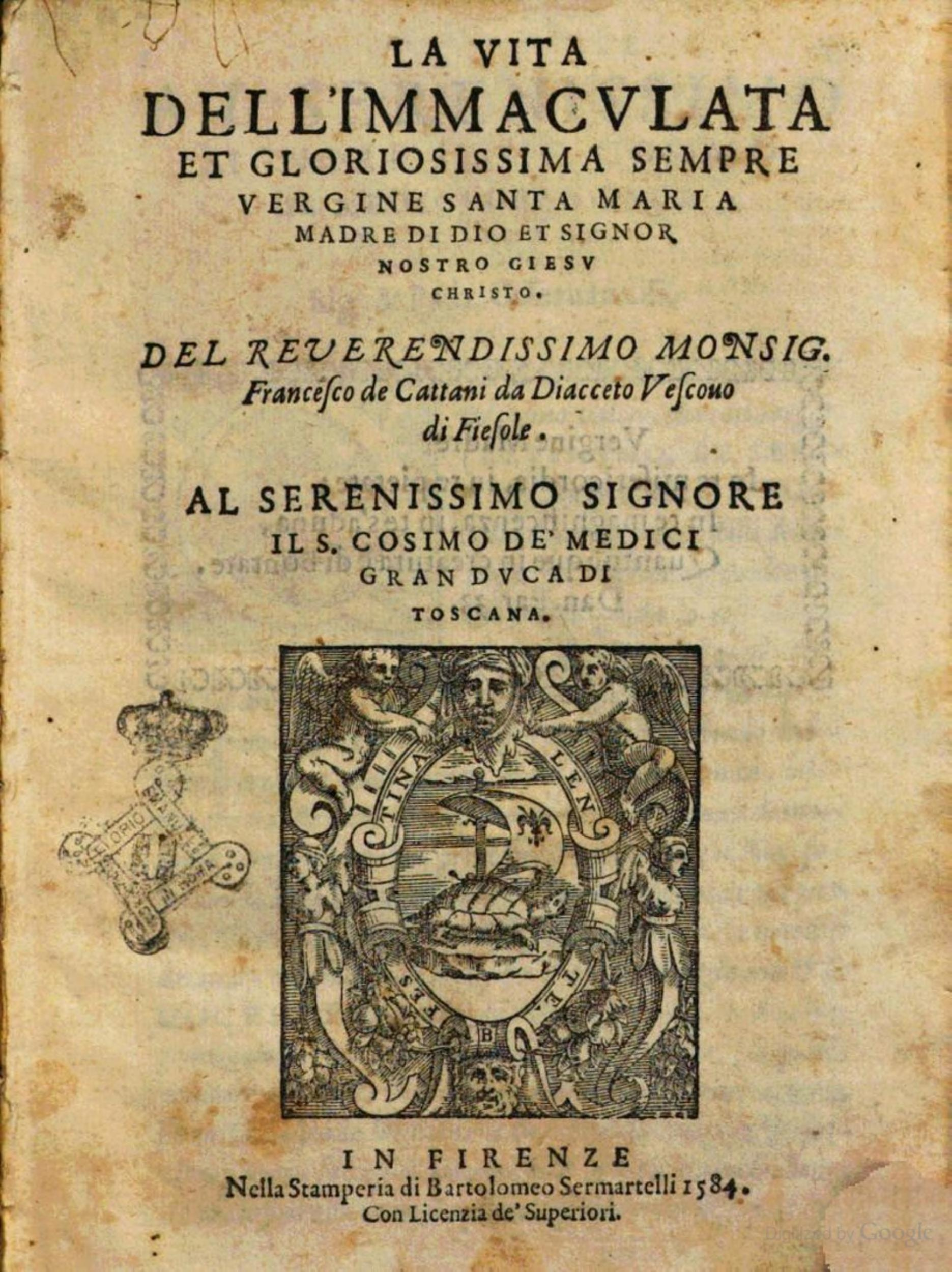
Frontespizio della Vita dell'immaculata et gloriosissima sempre vergine santa Maria madre di Dio, Firenze, 1584

- Gli uffici di S. Ambruogio vescovo di Milano: in volgar fiorentino. Fiorenza: Lorenzo Torrentino, 1558.
- Homelie del reverendo m. Francesco Cattani da Diacetto Sopra la sequenza del corpo di Christo. Fiorenza,: appresso L. Torrentino, 1559.
- L'Essamerone di S. Ambruogio tradotto in volgar Fiorentino per M. Francesco Cattani da Diacceto. Fiorenza: Lorenzo. Torrentino, 1560.
- Discorso dell'autorità del Papa sopra 'l Concilio. Fiorenza: appresso i Giunti, 1562.
- Instituzione spirituale de Messer Lodovico Blosio: Utilissima a coloro, che aspirano alla perfezzione della vita. Fiorenza: Giunti, 1562.
- L'Essamerone del Reverendo M. Francesco Cattani da Diacceto. In Fiorenza: appresso Lorenzo Torrentino, 1563.
- Discorso del reuerendo m. Francesco de Cattani da Diacceto ... sopra la superstizzione dell'arte magica. In Fiorenza: appresso Valente Panizzi & Marco Peri, c. 1567